# Wałerij Sydorow
Wałerij Borysowycz Sydorow, ukr. Валерій Борисович Сидоров, ros. Валерий Борисович Сидоров, Walerij Borisowicz Sidorow (ur. 23 listopada 1946 w Brześciu, Białoruska SRR, zm. 21 grudnia 2012 w Doniecku, Ukraina) – ukraiński piłkarz i trener piłkarski.

## Kariera piłkarska

### Kariera klubowa
Wychowanek juniorskich drużyn miasta Brześć. Po ukończeniu szkoły rozpoczął studia w Krymskim Państwowym Instytucie Pedagogicznym, gdzie bronił barw miejscowych zespołów amatorskich. W 1968 został piłkarzem Stroitiel Żdanow, w którym zakończył karierę piłkarza w roku 1971.

## Kariera trenerska
Po zakończeniu kariery piłkarskiej rozpoczął pracę szkoleniowca. Od 1972 trenował amatorski zespół SK Azoweć Żdanow, z którym dwa razy zdobywał mistrzostwo obwodu donieckiego oraz wielokrotnie był srebrnym lub brązowym medalistą. W sierpniu 1982 w "trybie awaryjnym" stał na czele Nowatora Żdanow, którym kierował do czerwca 1983, a potem  do końca 1983 pomagał trenować piłkarzy klubu. Od 1984 pracował z dziećmi w Szkole Sportowej nr 3 w Żdanowie. W 1992 został zaproszony do Szkoły Olimpijskich Rezerw w Doniecku.
21 grudnia 2012 zmarł w wieku 67 lat.